# Counterparts Tour
Counterparts Tour è il quindicesimo tour ufficiale della band canadese Rush.

## Storia
A 3 anni e mezzo di distanza dall'ultima tournée, i Rush intraprendono il tour che accompagna il nuovo lavoro in studio; esso coincide con il ventennale di attività a livello professionistico della band. Il tour non prevede molti spettacoli (54 date eseguite su 55 programmate), anche a causa di impegni familiari di Geddy Lee: i concerti si tengono solo negli Stati Uniti ed in Canada.
Per questa serie di show le coreografie sono arricchite da effetti pirotecnici. Il Counterparts Tour è l'ultimo tour durante il quale i Rush si avvalgono di gruppi apri concerto in apertura delle serate; essi sono: i Candlebox, i Melvins, i Primus, i Doughboys ed i I Mother Earth.
Durata approssimativa dello show: 120 minuti. Spettatori totali: 589.137.
Il Counterparts Tourbook, come d'abitudine, accompagna il Counterparts Tour: il libretto contiene informazioni riguardanti la crew al seguito del tour, la genesi del nuovo album (curata da Neil Peart), inoltre la discografia completa, fotografie e schede sui singoli componenti del gruppo.

## Formazione
- Geddy Lee – basso elettrico, voce, tastiere, bass pedals
- Alex Lifeson – chitarra elettrica, chitarra acustica, bass pedals, cori
- Neil Peart – batteria, percussioni, percussioni elettroniche

## Scaletta
La setlist rimane invariata durante tutto l'itinerario, salvo l'aggiunta del pezzo Bravado nelle ultime 2 settimane. Il brano Distant Early Warning invece non viene inserito nella scaletta definitiva anche se suonato nelle date di prova, tra Force Ten ed YYZ, che si sono svolte prima del tour. Alla fine dello spettacolo viene eseguito, all'interno di YYZ, un breve segmento ("teaser") di Cygnus X-1.
La nuova introduzione dello show è tratta da "Thus Spoke Zarathustra", poema sinfonico del 1896 di Richard Strauss. Durante l'esecuzione di Closer to the Heart Alex Lifeson presenta la band improvvisando in maniera buffa ed inverosimile.
- Introduzione (tema di "Thus Spoke Zarathustra")
- Dreamline
- The Spirit of Radio
- The Analog Kid
- Cold Fire
- Time Stand Still
- Nobody's Hero
- Roll the Bones
- Animate
- Stick It Out
- Double Agent
- Limelight
- Bravado (a partire dal 20 aprile)
- Mystic Rhythms
- Closer to the Heart
- Show Don't Tell
- Leave That Thing Alone
- The Rhythm Method (assolo di batteria)
- The Trees
- Xanadu (abbreviata)
- Hemispheres (Prelude)
- Tom Sawyer
- Force Ten
- YYZ / Cygnus X-1 (teaser)

## Date
Calendario completo del tour
| Data             | Città            | Paese                 | Luogo                      | Note                               |
| ---------------- | ---------------- | --------------------- | -------------------------- | ---------------------------------- |
|                  |                  |                       |                            |                                    |
| 22 gennaio 1994  | Pensacola        | Stati Uniti d'America | Civic Arena                |                                    |
| 23 gennaio 1994  | New Orleans      | Stati Uniti d'America | UNO Lakefront Arena        |                                    |
| 25 gennaio 1994  | Austin           | Stati Uniti d'America | Frank Erwin Center         |                                    |
| 26 gennaio 1994  | Houston          | Stati Uniti d'America | The Summit                 |                                    |
| 28 gennaio 1994  | Dallas           | Stati Uniti d'America | Reunion Arena              |                                    |
| 29 gennaio 1994  | San Antonio      | Stati Uniti d'America | Convention Center Arena    |                                    |
| 31 gennaio 1994  | Las Cruces       | Stati Uniti d'America | Pan American Center        |                                    |
| 1º febbraio 1994 | Phoenix          | Stati Uniti d'America | Veterans Memorial Coliseum |                                    |
| 3 febbraio 1994  | Los Angeles      | Stati Uniti d'America | Great Western Forum        |                                    |
| 5 febbraio 1994  | Anaheim          | Stati Uniti d'America | Arrowhead Pond             |                                    |
| 7 febbraio 1994  | San Diego        | Stati Uniti d'America | Sports Arena               |                                    |
| 8 febbraio 1994  | Fresno           | Stati Uniti d'America | Selland Arena              |                                    |
| 10 febbraio 1994 | Sacramento       | Stati Uniti d'America | ARCO Arena                 |                                    |
| 11 febbraio 1994 | San Francisco    | Stati Uniti d'America | Cow Palace                 |                                    |
| 12 febbraio 1994 | San Jose         | Stati Uniti d'America | San Jose Arena             |                                    |
| 23 febbraio 1994 | Murfreesboro     | Stati Uniti d'America | Murphy Athletic Center     |                                    |
| 24 febbraio 1994 | Atlanta          | Stati Uniti d'America | The Omni                   |                                    |
| 25 febbraio 1994 | Charlotte        | Stati Uniti d'America | Charlotte Coliseum         |                                    |
| 27 febbraio 1994 | Miami            | Stati Uniti d'America | Miami Arena                | registrazioni per Different Stages |
| 1º marzo 1994    | Orlando          | Stati Uniti d'America | Orlando Arena              |                                    |
| 2 marzo 1994     | Jacksonville     | Stati Uniti d'America | Veterans Memorial Coliseum |                                    |
| 4 marzo 1994     | Saint Petersburg | Stati Uniti d'America | Thunderdome                |                                    |
| 6 marzo 1994     | Chapel Hill      | Stati Uniti d'America | Dean Smith Center          |                                    |
| 8 marzo 1994     | New York         | Stati Uniti d'America | Madison Square Garden      |                                    |
| 9 marzo 1994     | New York         | Stati Uniti d'America | Madison Square Garden      |                                    |
| 11 marzo 1994    | Worcester        | Stati Uniti d'America | Centrum                    |                                    |
| 12 marzo 1994    | Worcester        | Stati Uniti d'America | Centrum                    |                                    |
| 22 marzo 1994    | Auburn Hills     | Stati Uniti d'America | The Palace                 | registrazioni per Different Stages |
| 23 marzo 1994    | Richfield        | Stati Uniti d'America | Richfield Coliseum         |                                    |
| 25 marzo 1994    | Cincinnati       | Stati Uniti d'America | Riverfront Coliseum        |                                    |
| 26 marzo 1994    | Indianapolis     | Stati Uniti d'America | Market Square Arena        |                                    |
| 27 marzo 1994    | Auburn Hills     | Stati Uniti d'America | The Palace                 |                                    |
| 29 marzo 1994    | Rosemont         | Stati Uniti d'America | Rosemont Horizon           |                                    |
| 30 marzo 1994    | Rosemont         | Stati Uniti d'America | Rosemont Horizon           |                                    |
| 1º aprile 1994   | Peoria           | Stati Uniti d'America | Civic Center               |                                    |
| 2 aprile 1994    | Madison          | Stati Uniti d'America | Dane County Coliseum       | esibizione radiodiffusa            |
| 4 aprile 1994    | Saint Louis      | Stati Uniti d'America | The Arena                  |                                    |
| 5 aprile 1994    | Kansas City      | Stati Uniti d'America | Kemper Arena               |                                    |
| 7 aprile 1994    | Milwaukee        | Stati Uniti d'America | Bradley Center             |                                    |
| 8 aprile 1994    | Minneapolis      | Stati Uniti d'America | Target Center              |                                    |
| 9 aprile 1994    | Moline           | Stati Uniti d'America | The Mark                   |                                    |
| 18 aprile 1994   | Buffalo          | Stati Uniti d'America | Memorial Auditorium        |                                    |
| 20 aprile 1994   | Pittsburgh       | Stati Uniti d'America | Civic Arena                |                                    |
| 22 aprile 1994   | East Rutherford  | Stati Uniti d'America | Meadowlands Arena          |                                    |
| 23 aprile 1994   | Uniondale        | Stati Uniti d'America | Nassau Coliseum            |                                    |
| 24 aprile 1994   | Hartford         | Stati Uniti d'America | Civic Center               |                                    |
| 26 aprile 1994   | Landover         | Stati Uniti d'America | US Air Arena               |                                    |
| 27 aprile 1994   | Hampton          | Stati Uniti d'America | Hampton Coliseum           | annullata per malattia             |
| 29 aprile 1994   | Filadelfia       | Stati Uniti d'America | The Spectrum               |                                    |
| 30 aprile 1994   | Filadelfia       | Stati Uniti d'America | The Spectrum               | registrazioni per Different Stages |
| 1º maggio 1994   | Providence       | Stati Uniti d'America | Civic Center               |                                    |
| 3 maggio 1994    | Albany           | Stati Uniti d'America | Knickerbocker              |                                    |
| 4 maggio 1994    | Rochester        | Stati Uniti d'America | War Memorial               |                                    |
| 6 maggio 1994    | Montréal         | Canada                | The Forum                  |                                    |
| 7 maggio 1994    | Toronto          | Canada                | Maple Leaf Gardens         |                                    |

## Documentazione
Riguardo al Counterparts Tour sono reperibili le seguenti testimonianze audio e cartacee:
- Different Stages, album live del 1998, disco 1 e disco 2, tracce Bravado, Show Don't Tell, The Analog Kid.
- Dreaming Out Loud[6], album live del 2021 non incluso però nella discografia ufficiale del gruppo, Madison, 2 aprile 1994
- Counterparts Tourbook.